# Víceměřice
Víceměřice (en allemand : Witzmeritz) est une commune du district de Prostějov, dans la région d'Olomouc, en République tchèque. Sa population s'élevait à 577 habitants en 2023.

## Géographie
Víceměřice se trouve à 3 km à l'ouest de Němčice nad Hanou, à 16 km au sud-sud-est de Prostějov, à 29 km au sud-sud-ouest d'Olomouc et à 221 km à l'est-sud-est de Prague.
La commune est limitée par Pivín au nord, par Němčice nad Hanou à l'est, par Nezamyslice au sud et au sud-ouest, et par Doloplazy et Dobromilice à l'ouest .

## Histoire
La première mention écrite de la localité date de 1317.

## Galerie

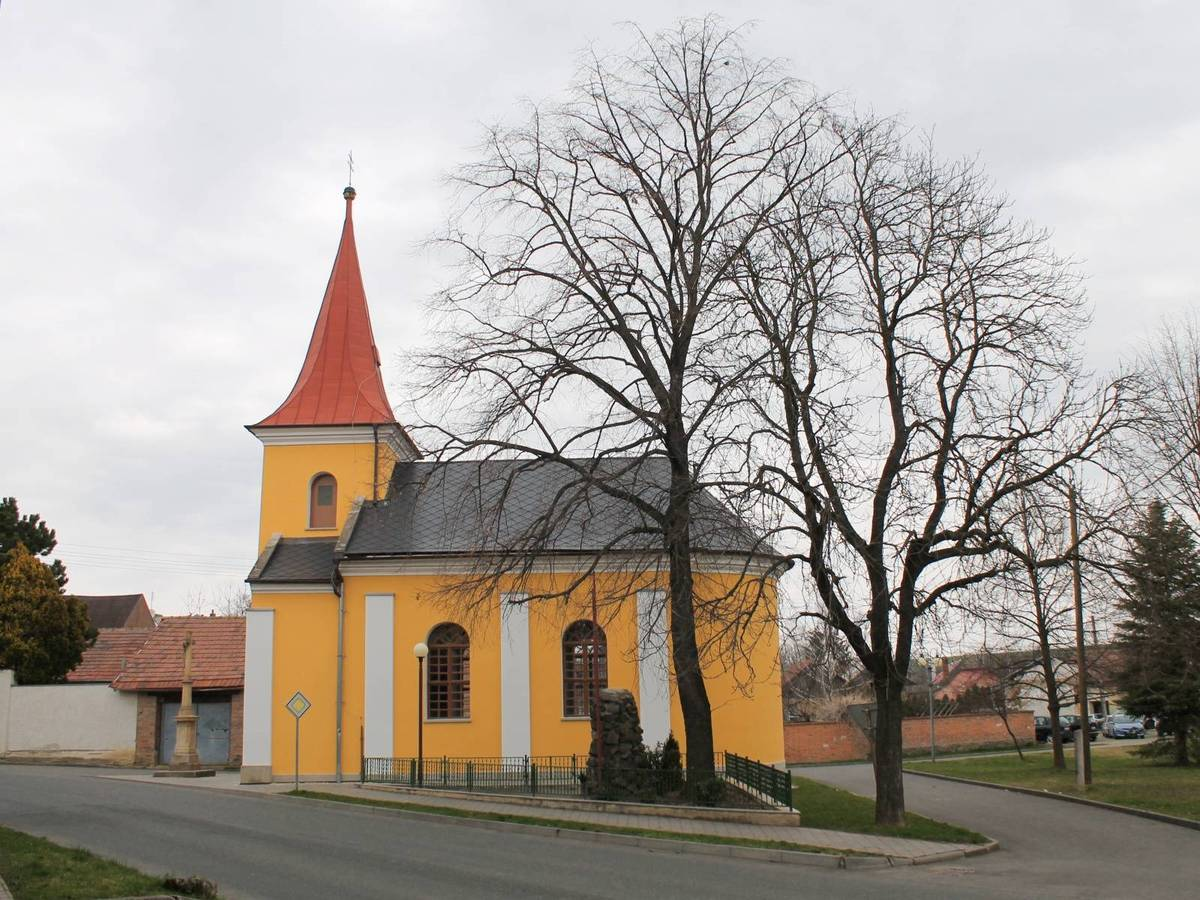
Chapelle Saint-Florian.
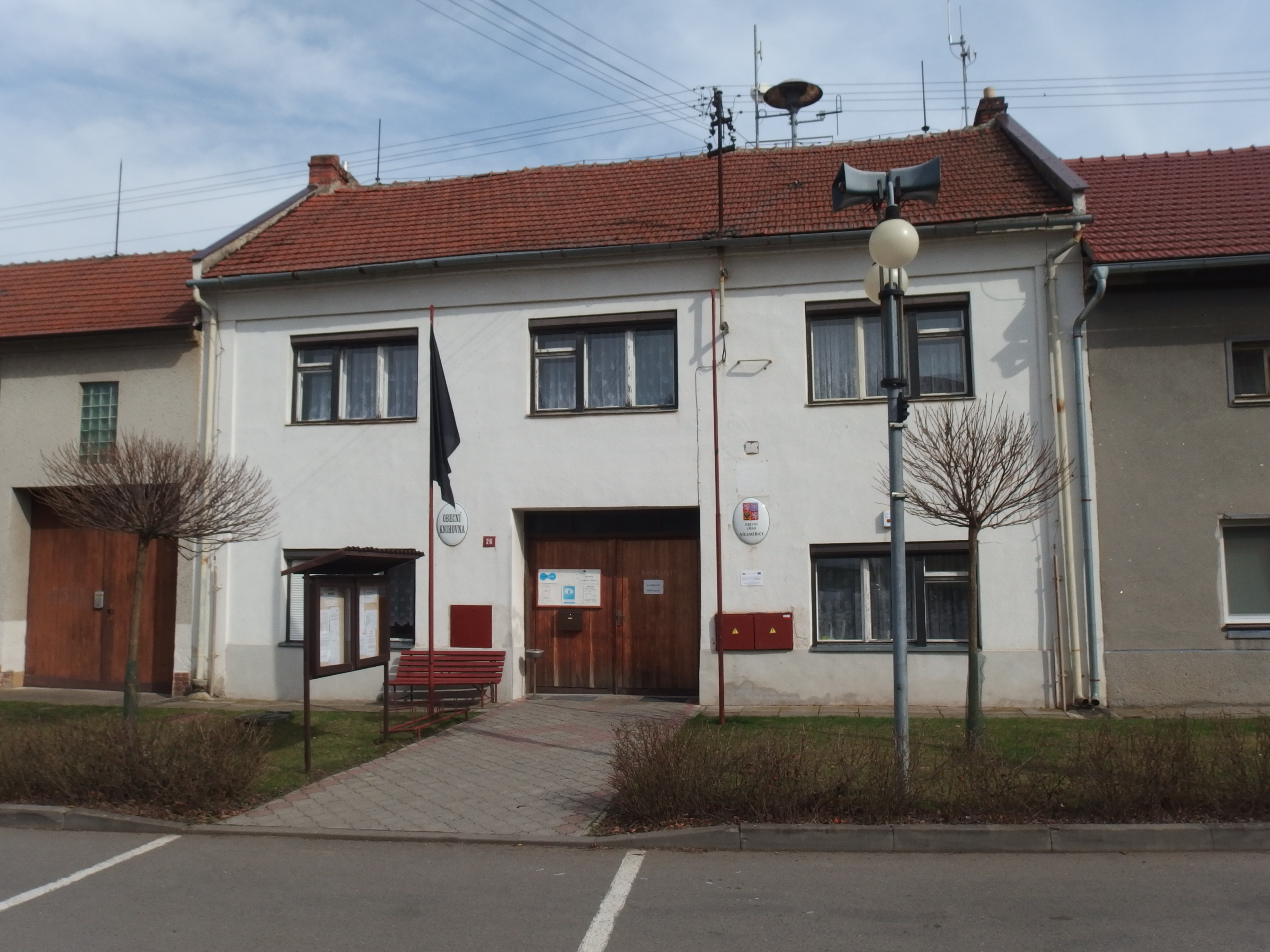
Víceměřice : la mairie.

## Transports
Par la route, Víceměřice se trouve à 3 km de Němčice nad Hanou, à 18 km de Prostějov, à 37,5 km d'Olomouc et à 256 km de Prague.